# Васильев, Иван Афанасьевич (политик)
Иван Афанасьевич Васильев (3 июля 1963, Верхний Ясенов, Ивано-Франковская область — 21 января 2009, Глухово, Московская область) — российский политический деятель, депутат Государственной думы четвёртого созыва

## Биография
С 1994-го по 2003 год являлся гендиректором ГУП «Рыночный комплекс „Царицынский“» в Москве.
21 января 2009 года застрелился из охотничьего карабина в арендованном им коттедже в поселке Глухово Красногорского района Московской области, где проживал с женой и сыном.

### Депутат госдумы
7 декабря 2003 г. был избран в Государственную Думу РФ четвёртого созыва по Тамбовскому одномандатному округу.